# Liste der Gefäßpflanzen Deutschlands/Z
- Zackenschötchen, Orientalisches (Bunias orientalis) – Familie: Brassicaceae
- Zahntrost, Gelber (Odontites luteus) – Familie: Scrophulariaceae
- Zahnwurz, Fieder- (Cardamine heptaphylla) – Familie: Brassicaceae
- Zahnwurz, Finger- (Cardamine pentaphyllos) – Familie: Brassicaceae
- Zahnwurz, Quirlblättrige (Cardamine enneaphyllos) – Familie: Brassicaceae
- Zahnwurz, Zwiebel- (Cardamine bulbifera) – Familie: Brassicaceae
- Zaunrübe, Rotfrüchtige (Bryonia dioica) – Familie: Cucurbitaceae
- Zaunrübe, Schwarzfrüchtige (Bryonia alba) – Familie: Cucurbitaceae
- Zaunwinde, Echte (Calystegia sepium) – Familie:Convolvulaceae
- Zaunwinde, Schöne (Calystegia pulchra) – Familie:Convolvulaceae
- Zaunwinde, Strand- (Calystegia soldanella) – Familie: Convolvulaceae
- Zaunwinde, Wald- (Calystegia silvatica) – Familie:Convolvulaceae
- Zeitlose, Herbst- (Colchicum autumnale) – Familie: Colchicaceae
- Ziest, Acker- (Stachys arvensis) – Familie: Lamiaceae
- Ziest, Alpen- (Stachys alpina) – Familie: Lamiaceae
- Ziest, Aufrechter (Stachys recta) – Familie:Lamiaceae
- Ziest, Deutscher (Stachys germanica) – Familie:Lamiaceae
- Ziest, Einjähriger (Stachys annua) – Familie: Lamiaceae
- Ziest, Fuchsschwanz- (Betonica alopecuros) – Familie: Lamiaceae
- Ziest, Heil- (Betonica officinalis) – Familie: Lamiaceae
- Ziest, Sumpf- (Stachys palustris) – Familie: Lamiaceae
- Ziest, Wald- (Stachys sylvatica) – Familie: Lamiaceae
- Zirmet, Große (Tordylium maximum) – Familie: Apiaceae
- Zittergras, Gewöhnliches (Briza media) – Familie: Poaceae
- Zweiblatt, Großes (Listera ovata) – Familie: Orchidaceae
- Zweiblatt, Kleines (Listera cordata) – Familie: Orchidaceae
- Zweizahn, Dreiteiliger (Bidens tripartita) – Familie: Asteraceae
- Zweizahn, Nickender (Bidens cernua) – Familie: Asteraceae
- Zweizahn, Schwarzfrüchtiger (Bidens frondosa) – Familie: Asteraceae
- Zweizahn, Strahliger (Bidens radiata) – Familie: Asteraceae
- Zweizahn, Verwachsenblättriger (Bidens connata) – Familie: Asteraceae
- Zwenke, Gewöhnliche Fieder- (Brachypodium pinnatum) – Familie:Poaceae
- Zwerggras (Mibora minima) – Familie: Poaceae
- Zwergmispel, Fächer- (Cotoneaster horizontalis) – Familie: Rosaceae
- Zwergmispel, Felsen- (Cotoneaster integerrimus) – Familie: Rosaceae
- Zwergmispel, Filzige (Cotoneaster tomentosus) – Familie: Rosaceae
- Zwergorchis (Chamorchis alpina) – Familie: Orchidaceae
- Zwergwasserlinse, Wurzellose (Wolffia arrhiza) – Familie: Lemnaceae
- Zymbelkraut (Cymbalaria muralis) – Familie: Scrophulariaceae
- Zypergras, Braunes (Cyperus fuscus) – Familie: Cyperaceae
- Zypergras, Frischgrünes (Cyperus eragrostis) – Familie: Cyperaceae
- Zypergras, Gelbliches (Cyperus flavescens) – Familie: Cyperaceae
- Zypergras, Hohes (Cyperus longus) – Familie: Cyperaceae
- Zypergras, Zwerg- (Cyperus michelianus) – Familie: Cyperaceae